# 미페프리스톤
미페프리스톤(Mifepristone, RU-486)은 일반적으로 미소프로스톨과 함께 임신 중에 낙태를 유도하고, 조기 유산을 위해 사용되는 약물이다. 임신 첫 63일 (9주) 동안 97% 효과적이다. 임신 중기에도 효과적이다. 경구투여 한다.